# 4e législature de la Colombie-Britannique

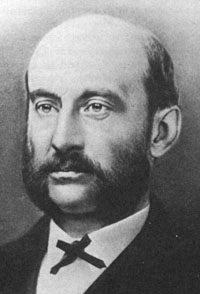
Robert Beaven, premier ministre (1882-1883)

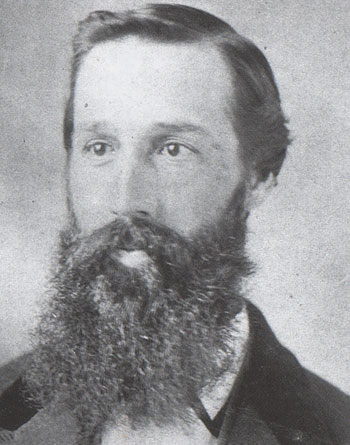
William Smithe, premier ministre (1883-1887)

La 4e législature de la Colombie-Britannique a siégé de 1882 à 1886. Ses membres sont élus lors de l'élection générale de 1882 (en). Robert Beaven forme un gouvernement minoritaire. Le gouvernement perd une motion de confiance en janvier 1883 et William Smithe forme un nouveau gouvernement.
John Andrew Mara est président de l'Assemblée pendant la durée de la législature.
Il y a eu quatre sessions durant la 4e législature.
| Session | Début           | Fin             |
| ------- | --------------- | --------------- |
| 1re     | 25 janvier 1883 | 12 mai 1883     |
| 2e      | 3 décembre 1883 | 18 février 1884 |
| 3e      | 12 janvier 1885 | 9 mars 1885     |
| 4e      | 25 janvier 1886 | 6 avril 1886    |

## Membres de la 4elégislature
| Député                          | Circonscription      | Parti        |
| ------------------------------- | -------------------- | ------------ |
| George Cowan                    | Cariboo              | Indépendant  |
| Robert McLeese                  | Cariboo              | Gouvernement |
| Charles Wilson                  | Cariboo              | Opposition   |
| John Grant                      | Cassiar              | Opposition   |
| William Munro Dingwall          | Comox                | Gouvernement |
| William Smithe                  | Cowichan             | Opposition   |
| Hans Lars Helgesen              | Esquimalt            | Gouvernement |
| Charles Edward Pooley           | Esquimalt            | Opposition   |
| Robert Leslie Thomas Galbraith  | Kootenay             | Gouvernement |
| Edward Allen                    | Lillooet             | Opposition   |
| Alexander Edmund Batson Davie   | Lillooet             | Opposition   |
| Robert Dunsmuir                 | Nanaimo              | Opposition   |
| William Raybould                | Nanaimo              | Opposition   |
| James Orr                       | New Westminster      | Opposition   |
| John Robson                     | New Westminster      | Opposition   |
| William James Armstrong         | New Westminster City | Gouvernement |
| Robert Franklin John            | Victoria             | Opposition   |
| George Archibald McTavish       | Victoria             | Opposition   |
| Robert Beaven                   | Victoria City        | Gouvernement |
| Theodore Davie                  | Victoria City        | Opposition   |
| Simeon Duck                     | Victoria City        | Indépendant  |
| Montague William Tyrwhitt-Drake | Victoria City        | Opposition   |
| Preston Bennett                 | Yale                 | Opposition   |
| John Andrew Mara                | Yale                 | Opposition   |
| Charles Augustus Semlin         | Yale                 | Indépendant  |

Notes:
1. ↑  Candidat pro-gouvernement supporté par l'administration Beaven
2. ↑  Opposé à l'administration Beaven

## Élections partielles
Durant cette période, une élection partielle était requise à la suite de la nomination d'un député au cabinet.
- William James Armstrong, secrétaire provincial[6], élu le 18 septembre 1882
- Simeon Duck, ministre des Finances[7], élu le 15 avril 1885
- Alexander Edmund Batson Davie, procureur général[8], élu le 31 mars 1883
- William Smithe, premier ministre[3], élu le 31 mars 1883
- John Robson, secrétaire provincial, ministre des Finances et de l’Agriculture et ministre des Mines[9], élu le 31 mars 1883

D'autres élections partielles ont été tenues pour diverses autres raisons:
| Circonscription      | Député              | Élection        | Motif                                            |
| -------------------- | ------------------- | --------------- | ------------------------------------------------ |
| Yale                 | George Bohun Martin | 13 octobre 1882 | Décès de P. Bennett le 9 août 1882               |
| New Westminster City | James Cunningham    | 21 avril 1884   | W.J. Armstrong est nommé shériff le 5 avril 1884 |